# Philautus mjobergi
Philautus mjobergi es una especie de ranas que habita en Indonesia, Malasia y, posiblemente, también en Brunéi.